# Abrostola abrostolina
Abrostola abrostolina là một loài bướm đêm thuộc họ Noctuidae. Loài này có ở Nhật Bản và Hàn Quốc.
Sải cánh dài 25–27 mm.